# Staňkovice Průmyslová zóna Triangle
Staňkovice Průmyslová zóna Triangle (pravopisně správně Staňkovice-průmyslová zóna Triangle) je část obce Staňkovice v okrese Louny, asi 3 km severně od Staňkovic. Tvoří jižní část průmyslové zóny Triangle, která je rozdělena na staňkovickou, velemyšleveskou a bitozeveskou část. Celá průmyslová zóna je umístěna na bývalém vojenském letišti, které bylo mezi lety 2003–2006 zlikvidováno.
V roce 2009 zde nebyla evidována žádná adresa.
V roce 2018 byl změněn název části z původního Průmyslová zóna Triangle (pravopisně správně Průmyslová Zóna Triangle) přidáním prefixu (v podobně názvu obce) na název současný.